# سیارک ۵۹۷۶
سیارک ۵۹۷۶ (به انگلیسی: 5976 Kalatajean، نامگذاری:1992SR2) پنج هزار و نهصد و هفتاد و ششمین سیارک کشف شده‌است که در ۲۵ سپتامبر ۱۹۹۲ کشف شد.
قدر مطلق سیارک برابر ۱۱٫۸۰ است.